# Ama (busseig)

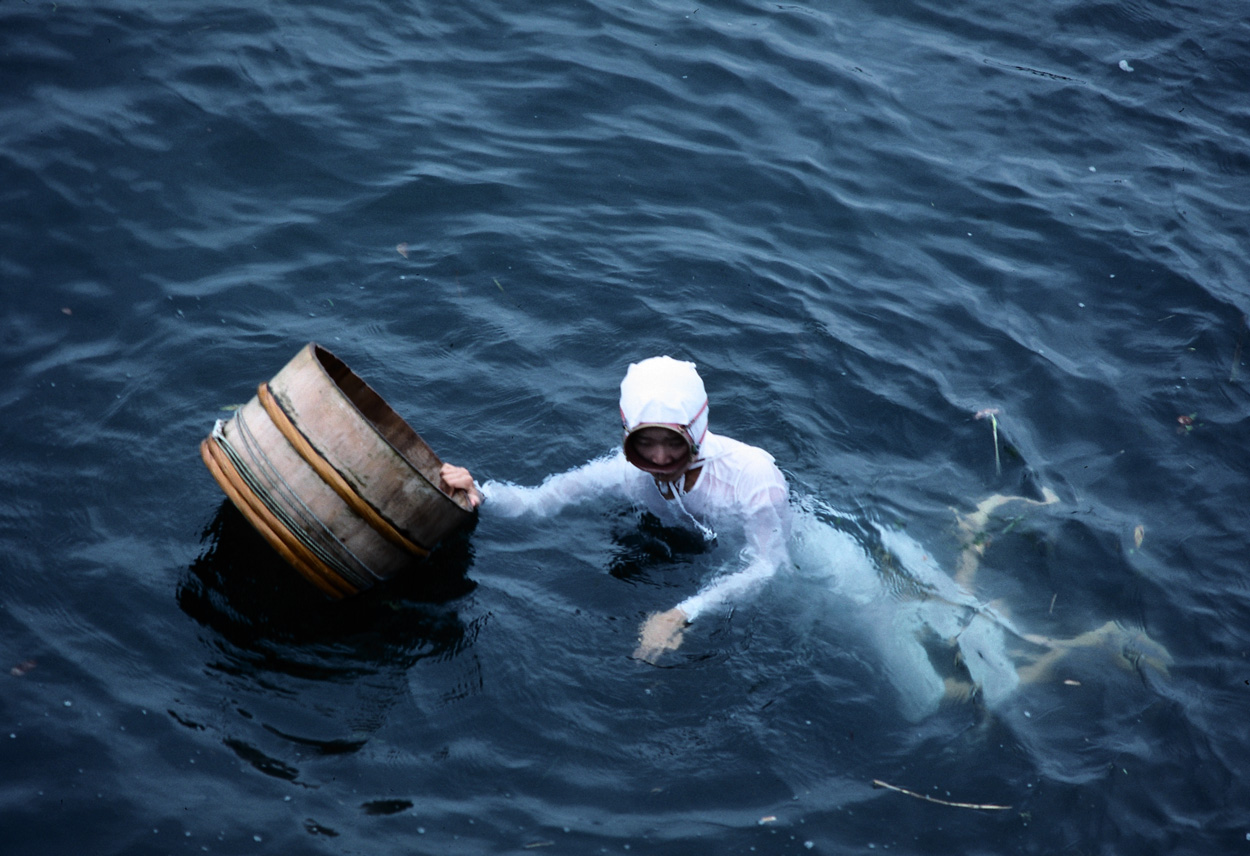
Una Ama a la prefectura de Mie.

Les Ama (海人), anomenades uminchu a Okinawa o kaito a la Península d'Izu, són unes bussejadores japoneses conegudes per la pesca subaquàtica i la recol·lecció de perles. En japonès Ama significa «dona bussejadora» i s'utilitza l'ideograma 海女 per referir-se a dones i 海士 per referir-se als homes, encara que la majoria de les ames són dones.

## Història
La tradició japonesa manté que la pràctica de les Ames pot tenir uns 2.000 anys d'antiguitat. Una de les primeres referències escrites que existeixen respecte a aquestes bussejadores és el Gishi Wajinden (魏志倭人伝), publicat cap el 286 a. C. El cas de les ames japoneses és bastant similar a les Haenyeo de Corea, que també tenen una llarga tradició històrica. Reflex de la importància que suposava aquesta indústria és el fet que fins mitjans de la dècada de 1960 treballaven en les costes de Corea i Japó unes 30.000 bussejadores. No obstant, des d'aquesta data el nombre de bussejadores ha anat decreixent considerablement, encara que constitueixen un important element cultural i turístic a les zones del Japó on romanen actives.

## Característiques

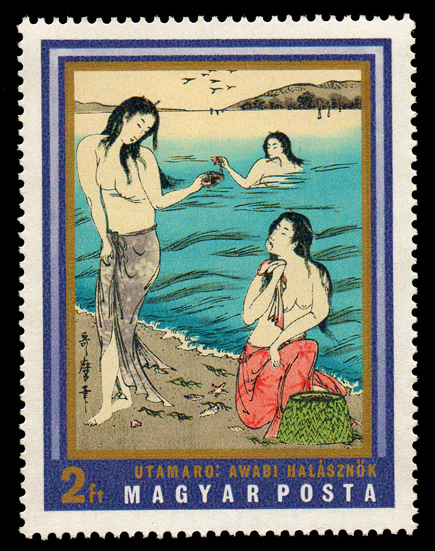
Estampa japonesa, al Museu d'Art d'Àsia Oriental de Budapest, representant unes ames amb pareo.

Tradicionalment les Ames japoneses se subdivideixen en tres graus: les bussejadores més joves són conegudes com a Koisodo i solen realitzar immersions de 2-4 metres; les Nakasoido són les bussejadores de més de vint anys, que compten amb una certa experiència i són capaces de realitzar immersions de 4-7 metres de profunditat; finalment, les bussejadores més experimentades són conegudes com a Ooisodo —amb més de vint anys d'experiència— i realitzen immersions de 15-20 metres de profunditat. En una situació normal, una Ama experimentada realitza cinquanta immersions al matí i d'altres tantes a la tarda. En el cas de les bussejadores més expertes, les immersions a pulmó obert solen durar uns 30 segons, amb pauses intermèdies de mig minut en les quals tornen a la superfície.
Moltes de les bussejadores comencen des de joves i continuen treballant durant bona part de la seva vida. Tradicionalment, fins i tot en dates tan recents com la dècada de 1960, les Ames realitzaven immersions vestint només pareos. En dates més properes han anat introduint l'ús de trajos aquàtics, encara que les immersions segueixen realitzant-se sense equips de busseig o ampolles d'oxigen. Les seves captures consisteixen principalment en perles, però també orelles de mar o algues.

## Cultura popular
En l'actualitat les Ames són un element molt conegut de la cultura tradicional japonesa. Per exemple, el 2013 la cadena pública NHK va emetre Amachan, un dorama ambientat entorn de les Ames en una petita localitat costanera, encara que el fenomen de les bussejadores ha tingut presència en la cultura japonesa des de dates molt anteriors. Un exemple d'això és el gravat El somni de la dona del pescador (蛸と海女, Tako to ama) (1814) de Katsushika Hokusai.